# الأسطول في الوجود

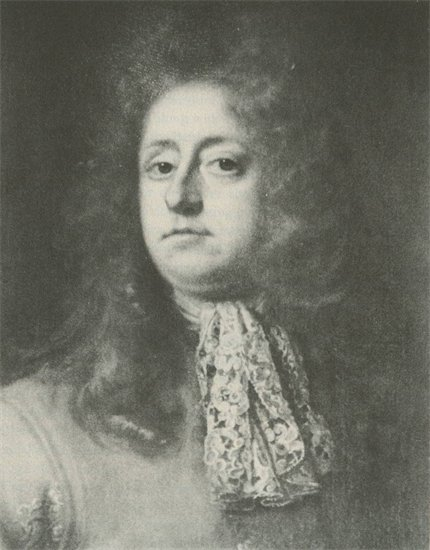
آرثر هربرت ، أول إيرل من تورينغتون، المنشئ لمصطلح «الأسطول في الوجود» في عام 1690

في الحرب البحرية، «الأسطول في الوجود» هو قوة بحرية تمد نفوذها وسيطرتها البحرية دون مغادرة الميناء. إذا كان الأسطول يغادر الميناء ويواجه العدو، فقد يخسر في المعركة ولم يعد يؤثر على تصرفات العدو، لكن بينما يظل في أمان في الميناء، يضطر العدو إلى نشر قوات باستمرار للحراسة ضده. يمكن أن يكون «الأسطول في الوجود» جزءًا من عقيدة الحرمان البحري، ولكن ليس جزءًا من السيادة البحرية.

## استخدام المصطلح
تم استخدام المصطلح لأول مرة عام 1690 عندما وضعه اللورد تورينجتون، قائد قوات البحرية الملكية في القناة الإنجليزية، حيث واجه أسطولًا فرنسيًا أقوى. اقترح تجنب معركة بحرية، إلا في ظل ظروف مواتية للغاية، حتى يمكن تعزيز أسطوله. من خلال الحفاظ على «أسطوله»، يمكنه الحفاظ على تهديد نشط يجبر العدو على البقاء في المنطقة ومنعهم من أخذ زمام المبادرة في مكان آخر.

### الاستخدام الثانوي
نشر روديارد كبلينغ سلسلة من المقالات حول أسطول القناة البريطانية تحت عنوان A Fleet in Being: مذكرات بثلاث رحلات مع قناة Squadron في عام 1898، لكنها لم تستخدم المصطلح بالمعنى الموضح هنا.

## مفهوم
يعتمد مفهوم «الأسطول في الوجود» على افتراض أن الأسطول آمن نسبيًا في الميناء، حتى لو كان بالقرب من العدو. بعد معركة تارانتو والهجوم على بيرل هاربور، أصبح من الواضح أن القوة الجوية جعلت الأسطول يتركز في ميناء ضعيف، وأن الأسطول في الوجود لم يعد عادة خيارًا آمنًا. بالطبع، من الممكن تخيل موقف لا يزال فيه أسطول آمنًا نسبيًا في الميناء، مثل عدم رغبة الخصم في مهاجمته في الميناء لأسباب سياسية. بعد النظر إلى البدائل، «كانت الاستراتيجية التي تم قبولها للبحرية الأرجنتينية [في حرب فوكلاند 1982] واحدة من مفهوم» الأسطول في الوجود «. . . لن يقوم الأسطول بشن هجوم مباشر؛ كانوا يهاجمون فقط عندما تكون الاحتمالات لصالحهم. وإلا، فسيظلون خارج أي مناطق استبعاد بريطانية معلنة وينتظرون فرصة.»  لم يكن الأرجنتينيون قادرين على استخدام«أسطولهم» بشكل إيجاب، لأن غرق السفينة ARA General Belgrano أثبت HMS الفاتح (S48) أن البحرية الأرجنتينية ليس لديها دفاع ضد الغواصات الحديثة.
يمكن تعميم فكرة «الأسطول في الوجود» على قوى أخرى غير البحرية. الحصن تحت الحصار هو في الأساس «جيش في الوجود»، والذي يربط قوات العدو دون مغادرة القلعة أو القيام بالكثير من القتال. خلال حرب الخليج، استخدم صدام حسين سلاحه الجوي مع عقيدة عمليات مماثلة لـ «الأسطول في الوجود». إن مجرد وجود سلاح الجو العراقي في المخابئ أجبر التحالف الذي يهاجم العراق على التصرف بحذر ومرافقة طلعاته الجوية المفخخة إلى أن وجدت ملاجئ الطائرات عرضة للخطر.

## التاريخ

### الحرب الروسية اليابانية 1904-1905
أول مثال حديث كان المواجهة بين البحرية الإمبراطورية الروسية والبحرية الإمبراطورية اليابانية (IJN) في بورت آرثر خلال الحرب الروسية اليابانية في عام 1904. تمتلك روسيا ثلاثة أساطيل قتال: واحدة في بحر البلطيق، والثانية في البحر الأسود، والثالثة في الشرق الأقصى. تمركز سرب المحيط الهادئ في الشرق الأقصى في فلاديفوستوك وبورت آرثر. مع اقتراب الأخير من الحرب البرية، أصبح بورت آرثر أكثر أهمية من الناحية الاستراتيجية.
امتلكت البحرية الإمبراطورية اليابانية أسطول معركة واحدًا فقط إلى الثلاث أساطيل للبحرية الروسية، لذلك كان من الضروري ألا يضطر البحرية اليابانية إلى قتال الثلاثة أساطيل. ألغت المعاهدة الأنجلو-يابانية لعام 1902 أسطول البحر الأسود عن طريق إبقائه معزولا في البحر الأسود، خشية أن يخاطروا بالحرب مع بريطانيا. ومع ذلك، كان لأسطول البلطيق (الذي أعيد تسميته لاحقًا باسم سرب المحيط الهادئ الثاني) أوامر لتعزيز سرب بورت آرثر في وقت ما في عام 1905. وستكون مهمة البحرية اليابانية هي استباق هذه الخطوة. 
فقط بعد إلغاء «أسطول بورت آرثر»، يمكن لأسطول البلطيق والأسطول الياباني إيقافه؛ وهذا سيحدث في العام التالي، خلال معركة تسوشيما في مايو 1905.

### الحرب العالمية الأولى
مثال لاحق هو المواجهة بين أسطول أعالي البحار الألماني والأسطول البريطاني الكبير خلال الحرب العالمية الأولى. فضلت ألمانيا إلى حد كبير إبقاء أسطولها على حاله بدلاً من المخاطرة بدخول حرب مع البحرية الملكية الأكبر.

### الحرب العالمية الثانية
في الحرب العالمية الثانية، أثبتت أعمال الأسطول الملكي الإيطالي في عام 1940 أيضًا فكرة "الأسطول في الوجود". بعد عدد من المعارك الطفيفة ضد البحرية الملكية والتي كانت في معظمها غير حاسمة، تم ترك معظم الأسطول الإيطالي في تارانتو حيث يمكن أن ينطلق بسرعة كبيرة ضد أي محاولة بريطانية للوصول إلى مالطا، ويمارس "تأثيراً غير متناسب على الإستراتيجية البريطانية" ". حتى بعد النجاح التكتيكي الكبير لهجوم حاملة الطائرات البريطانية على تارانتو في نوفمبر 1940، أدى الفشل البريطاني في توجيه ضربة حاسمة للأسطول الإيطالي إلى قيام البحرية الملكية بتشكيل قوات بحرية كبيرة في البحر الأبيض المتوسط خلال السنوات الثلاث المقبلة.
وحتى أكثر من غيرها من السفن السطحية في كريغسمارينه النازية في ألمانيا (البحرية)، خدمت السفينة الحربية الألمانية تيربيتز طوال مسيرتها المهنية كـ «أسطول في وجودها». على الرغم من أنها لم تطلق رصاصة واحدة على سفينة للعدو، فإن مجرد وجودها في فيوردز النرويجية أجبر البحرية الملكية على تخصيص سفن حربية قوية في الدفاع عن قوافل القطب الشمالي.
أدى هجوم غواصة قزم وغارات جوية متتالية شنها سلاح الجو الملكي البريطاني وسلاح الأسطول الجوي إلى إزالة التهديد بحلول نوفمبر 1944، عندما غرقت تيربيتز في ترومسو.